# Bijauca

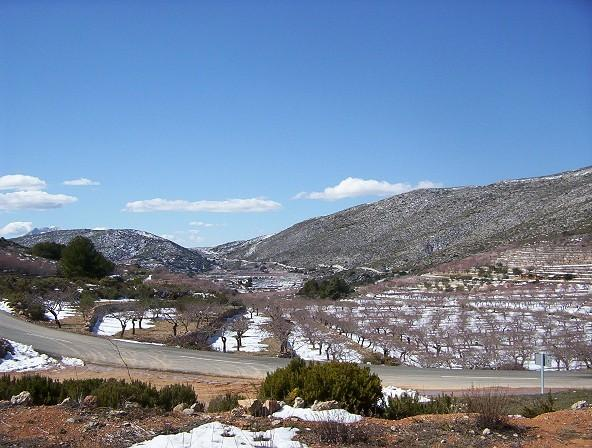
Vall de Bijauca nevada

Bijauca és una partida i caseria del terme municipal de Tàrbena, situada a la vall del mateix nom.

## Geografia
Vall amb forma de "V", formada per la serra de ses Cordelleres o Solana de Bijauca (1.001) al nord; el Somo (886) a l'oest i S'Ombria des Avencs o penya Médoc (762) i Es Pinyol Roig, al sud. Per aquesta vall, corren el barranc des Pouet de ses Peres i el barranc de Sa Viuda, que li donen forma.

## Història

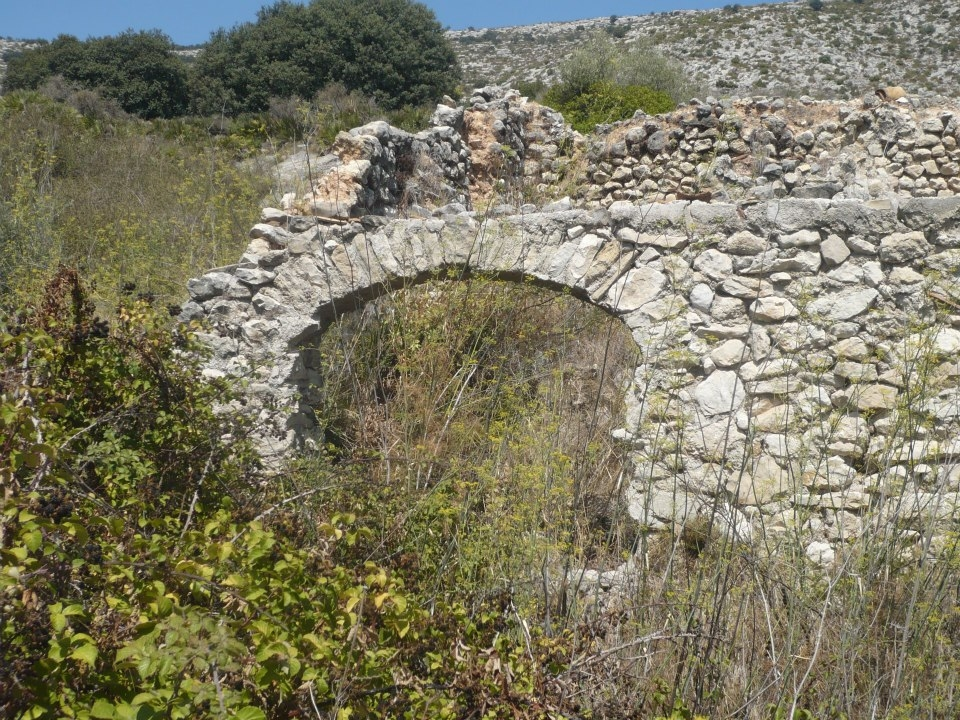
Arc morisc (cases de Bijauca)

Vall habitada des del Neolític, jaciment de sa cova de Dalt, acull, a més, l'estació rupestre del barranc del Xorquet. En l'actual caseria, s'han localitzat restes d'una possible vil·la romana, així com material àrab i morisc. En aquest mateix indret, el 1968, van tenir lloc les II Jornades Espeleològiques de la Regió de València, Bichauca'68.